# Saepta Iulia
I Saepta Iulia (o Julia), noti in seguito come Septa e in greco come τὰ Σέπτα, erano un edificio costruito a Roma nel Campo Marzio. Sono citati nell'epigramma 21 di Marziale. Tutta la zona è stata riedificata nei secoli successivi, ma gli studi di Guglielmo Gatti (1905-1981) hanno definitivamente fissato la posizione dei Saepta fra via del Seminario, via di S. Ignazio, via del Plebiscito, via dei Cestari e via della Minerva.

## Storia
Gaio Giulio Cesare aveva intenzione di costruire i Saepta con la funzione di recinto elettorale al Campo Marzio, in sostituzione del più antico Ovile; avrebbe dovuto essere in marmo e circondato da un portico lungo un miglio. Non è noto se poi Cesare diede o meno inizio ai lavori: si sa che il triumviro Marco Emilio Lepido contribuì alla costruzione, ma che fu Marco Vipsanio Agrippa a completare e a dedicare i Saepta nel 26 a.C., con il denaro proveniente dalle campagne militari in Illirico. Dopo un incendio, Domiziano li restaurò (80).
Agrippa volle che il complesso prendesse il nome di Iulia in onore della gens Iulia cui appartenevano sia Cesare che Augusto; malgrado ciò, il complesso veniva comunemente chiamato Saepta, anche se le denominazioni alternative di porticus saeptorum e saepta Agrippiniana, sono attestate, come pure la conservazione dell'uso del nome di ovile.

## Struttura e decorazione
I Saepta Iulia dividevano il complesso composto dal Pantheon, dalla basilica di Nettuno e dalle terme di Agrippa, dal tempio di Iside al Campo Marzio. Lungo il portico meridionale confinavano con il Diribitorium.
Si trattava di un quadriportico: i due portici principali erano la porticus Argonautarum e la porticus Meleagri.
Marco Vipsanio Agrippa li fece decorare con lastre di pietra, dipinti e altre opere d'arte, che Plinio il Vecchio loda.

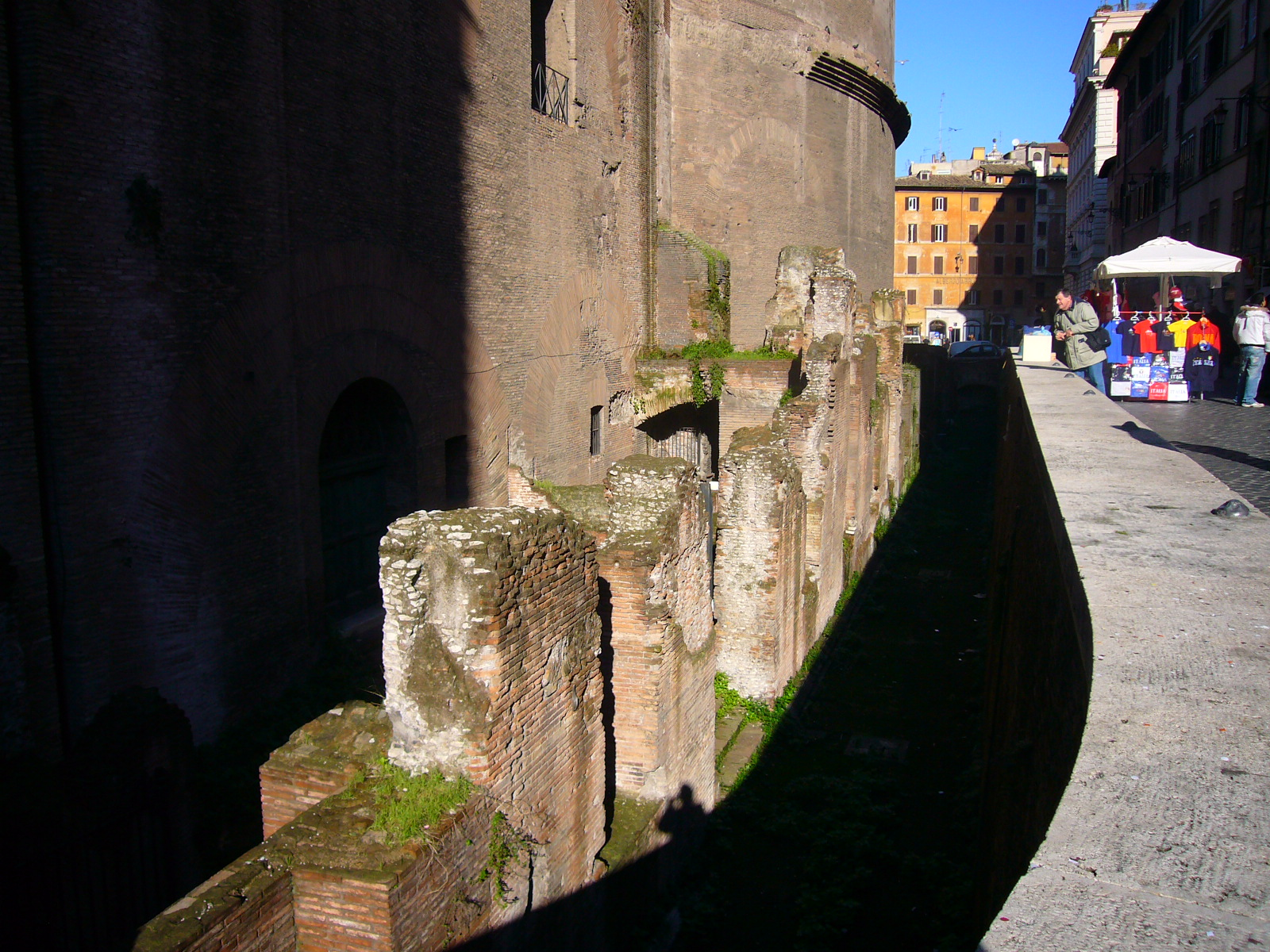
Resti dei Saepta a via della Minerva
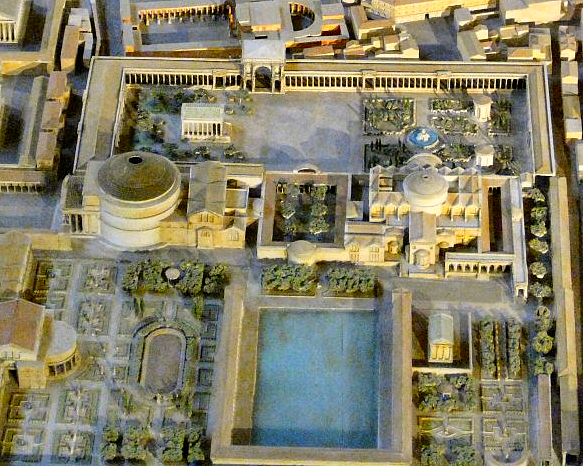
I Saepta Iulia (in alto) confinavano con Pantheon, basilica di Nettuno e le terme di Agrippa (in basso).

### Uso
La destinazione principale dell'edificio era quella di recinto per le votazioni, ma mano a mano che il ricorso al voto popolare perse di importanza, i Saepta iniziarono ad essere sempre più usati per altri scopi, finché, quando Tiberio sostituì il voto del popolo con quello del Senato, l'edificio smise di svolgere funzioni politiche e divenne uno spazio culturale. Venivano utilizzati per il passeggio, ma vi si tenevano dei giochi ed altre attività. Nel 17 a.C. vi si tenne un'assemblea del Senato romano, mentre Tiberio, di ritorno dalla campagna illirica, parlò al popolo da una tribuna eretta in questo luogo. Nel 7 a.C. Augusto finanziò alcuni combattimenti gladiatorii in commemorazione di Agrippa, mentre il 1º agosto 2 a.C. vi si tennero delle venationes, cui parteciparono probabilmente anche rinoceronti ed ippopotami, per la dedica del tempio di Marte Ultore. Anche Caligola e Claudio vi organizzarono giochi gladiatorii, Augusto e Caligola li destinarono ad ospitare naumachie, mentre Nerone adibì la struttura alle esibizioni di ginnastica.
Dopo l'istituzione delle feste dette Sigillaria, ad esempio, i Saepta erano anche sede di una sorta di mercato temporaneo dove si esponevano, in stand a forma di piccole capanne, doni da offrire in occasione delle feste:
Se si pensa che ancor oggi il grande mercato temporaneo di Roma per le feste natalizie (che sono notoriamente la prosecuzione cristiana dei Saturnali), si svolge a Piazza Navona, che si trova a due passi, sembra di poter notare qui un altro dei numerosi fenomeni di persistenza nell'uso del territorio che caratterizzano la città: caserme al Castro Pretorio, strutture sanitarie all'Isola Tiberina, chiese cristiane sui templi romani, e così via.
| Planimetria del Campo Marzio centrale |
| --- |
| Terme di Nerone Stadio di Domiziano Pantheon Basilica di Nettuno Terme di Agrippa Stagnum ? Odeon di Domiziano Insulae d'epoca adrianea Magazzini ? Magazzini ? Magazzini ? Saepta Iulia Diribitorium Porticus Divorum Aqua Virgo Arco di Claudio Porticus Vipsania Caserma della I coorte dei Vigiles Iseum Tempio di Minerva Calcidica Ara di Marte Via Flaminia Via Flaminia Tempio di Adriano Tempio di Matidia Teatro di Pompeo Templi di Largo Argentina Portico di Minucio Colonna di Marco Aurelio T. di M.Aurelio e Faustina (?) Arco di M.Aurelio (?) Colonna di Antonino Pio Ustrino di Faustina maggiore Ustrino di Faustina minore Via Recta Portico e tempio del Bonus Eventus Portico di Pompeo Arcus Novus Portico di Meleagro Portico degli Argonauti Piazza della Rotonda Villa Publica |